# Diaptomus kenai
Diaptomus kenai är en kräftdjursart som beskrevs av Wilson. Diaptomus kenai ingår i släktet Diaptomus och familjen Diaptomidae. Inga underarter finns listade i Catalogue of Life.